# Famille de Roquefeuil-Anduze
Pour les articles homonymes, voir Familles de Roquefeuil.
La famille de Roquefeuil-Anduze, est une famille noble d'extraction féodale originaire du Languedoc.
Issue du mariage de Bertrand d'Anduze et d'Adélaïde de Roquefeuil en 1129, elle constitue la deuxième maison de Roquefeuil, l'une des plus importantes familles de la région au XIe siècle.
Les membres de la famille Roquefeuil-Anduze ont pris part aux grands événements de la région entre le XIe et le XIIe siècle. De cette famille sont issus durant le Moyen Âge de nombreux chefs militaires en France et en Espagne ainsi que de différents prélats catholiques.

## Histoire

### Origines
La famille de Roquefeuil-Anduze est une branche cadette de la maison d'Anduze. Elle est issue de l'union de Bertrand d'Anduze († v. 1169/1171), seigneur du Luc, et d'Adélaïde, héritière de la première maison de Roquefeuil,. Le contrat de mariage stipule que leurs descendants porteront le surnom maternel de Roquefeuil,.
Leur fils aîné, Raymond, est ainsi l'héritier du nom et des possessions de sa mère et à l'origine de la seconde famille de Roquefeuil.

### Successions et reprise du nom
L'union, vers 1230, d'Isabelle/Isabeau, fille et héritière de Raymond II de Roquefeuil, de la branche aînée, à Hugues IV, fait passer la vicomté de Creyssel et les baronnies de Roquefeuil-Meyrueis dans la famille de Rodez. Arnaud Ier de Roquefeuil succède à son frère Raymond II en tant que chef de famille et continue la filiation de la famille Roquefeuil-Anduze.
Avec le mariage de Catherine, fille d'Arnaud III de Roquefeuil, les biens et les titres passent à son époux, Jean († 1394), seigneur de Blanquefort et de Pujols. Antoine, leur fils et héritier universel, relève le nom Roquefeuil et donne naissance à la troisième famille de Roquefeuil, dite de Blanquefort.

### Branche aînée
En 1175, Raymond Ier de Roquefeuil épouse Guillemette de Montpellier établissant ainsi une parenté avec la famille d'Aragon. Son fils, Arnaud Ier épouse la fille de Constance de Toulouse, renforçant, également le lien avec les puissants comtes.

#### Croisade des Albigeois
En 1209, la croisade des albigeois est proclamée par le pape Innocent III et vise les territoires du Languedoc dans lesquels le catharisme s'est développé. Directement menacé Raymond II se range alors aux côtés du comte de Toulouse qui fait amende honorable en 1209 contrairement aux Trencravel dont les possessions sont progressivement saisies.

Lors du concile de Latran de 1215, Raymond II interpelle directement le pape Innocent III, pour protéger son parent Raimond II Trencavel, prisonnier des croisés de Simon de Montfort, avec ces paroles : 

« Seigneur, vrai père, aie merci d'un enfant orphelin d'âge tendre et banni. Aie merci pour le fils de l'honorable comte de Béziers, tué par les croisés et par Simon de Montfort quand on le lui livra. Car de tiers ou de moitié ont décliné noblesse et courtoisie, depuis que, sans tort et sans péché un tel baron a été martyrisé. Car il n'y a pas dans la Cour, cardinal ou abbé dont la croyance soit plus chrétienne que la sienne. Mais puisqu'il est mort, à son fils déshérité rends sa terre et sauve ainsi ton honneur… Rends lui tout à jour fixe et prochain, sinon je te demanderai tout : la terre, le droit, et l'héritage au jour du jugement dernier, ce jour où tu seras jugé... »

En conséquence, Raymond II est excommunié et doit faire amende honorable en 1226 pour retrouver les grâces du Pape.
Pour son soutien envers le comte de Toulouse, Raymond II reçoit les terres de Breissac et de Ganges.

#### Les monnaies de Roquefeuil

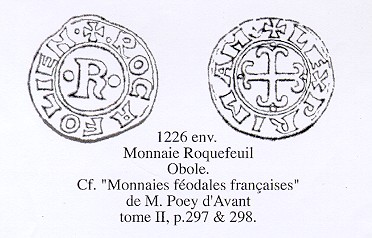
Obole Roquefeuil-Anduze

Au XIIe siècle, la famille d'Anduze et de Sauve possède la seigneurie de Sommières. Sa position stratégique à proximité de mines permet d'établir un atelier pour y battre monnaie. Le monnayage commence avec Bertrand d'Anduze, vers 1226, avant de passer à ses descendants parmi lesquels figure Raymond Ier de Roquefeuil,.
Entre 1169 et 1239, la famille produit des oboles appelés « Rocafolien » jusqu'à ce que la fille de Raymond II de Roquefeuil épouse Hugues IV, faisant entrer une partie de la seigneurie dans la famille de Rodez. L'autre partie de cette terre est confisquée par le roi Louis IX, après que Pierre-Bermond d'Anduze ait pris le parti du comte de Toulouse lors de la guerre des Albigeois.

#### Septième croisade
En 1244, le pape Innocent IV lance un appel à une nouvelle croisade. Louis IX, guéri de la maladie, prend la tête d'une armée dont l'objectif était de rejoindre Jérusalem en passant par l'Égypte. Raymond III participe à cette septième croisade. Bien que l'objectif de reprendre Jérusalem n'est pas atteint, Saint-Louis fait renforcer les défenses de ce qui reste du royaume de Jérusalem et notamment de Jaffa. En mai 1252, l'armée de croisés campe au pied de la citadelle et participe a ses fortifications durant près d'un an jusqu'en juin 1253. C'est durant cette période que Raymond III est mentionné auprès d'Alphonse de Poitiers, frère du roi Saint-Louis, qui se porte garant de l'une de ses transactions,.

#### La guerre contre le roi de Majorque
En 1343, Arnaud II, présenté comme l'un des principaux chevalier de France, participe au conflit qui oppose Pierre IV d'Aragon et Jaques III de Majorque en levant une armée contre Jacques III. En participant à ces combats, il souhaite venger la mort de son fils Bernard tué par Jacques III. Pierre d'Aragon, ayant refusé son aide dans les combats contre son vassal, Arnaud II lève une armée et entre en campagne. Les archives de la baronnie de Castelnau précisent qu'il y eut grand guerre. L'ennemi d'Arnaud II est attaqué dans ses possessions qu'il avait sur le littoral méridional de la France et ses troupes sont mises en déroute permettant aux armées d'Arnaud II de capturer diverses places. Désireux d'attaquer directement le roi de Majorque sur son île, Arnaud II entreprend la construction d'une flotte. Jaques III ne pouvant pas soutenir la lutte, sollicita l'intervention du pape Clément VI qui accepte l'arbitrage et le condamne à abandonner notamment la baronnie du Pouget. Il faudra l'intervention du roi Philippe de Valois pour que l'arbitrage soit appliqué. Arnaud II de Roquefeuil aurait déclaré : « l'Honneur me Reste, Il suffit » qui devint la devise de sa famille,.

#### Guerre de Cent Ans
Durant toute la guerre de cent ans, la famille de Roquefeuil prend le parti du roi de France à l'instar d'Arnaud II qui lève une armée de deux chevaliers, 71 écuyers et 190 sergents pour se battre aux côtés des troupes de Pierre Ier de Bourbon. Ce dernier, nommé Lieutenant Général du Languedoc en 1345 s'oppose au comte de Derby dans la région.
Arnaud II et Guillaume de Roquefeuil sont également mentionnés en 1369 dans la défense de leurs terres, le premier avec 28 écuyers sous ses ordres et le second suivi de neuf autres écuyers.
Face aux incursions anglaises dans le sud de la France, les villes restaurent ou développent leurs défenses. En 1361, Arnaud II de Roquefeuil est capitaine de la ville de Montpellier et reçoit tout pouvoir sur les habitants de la ville pour fortifier et défendre la ville,.
A l'instar de son père, Arnaud III de Roquefeuil prend part à la défense de la ville de Millau dès 1356 et représente le roi de France pour négocier le retour de la ville dans la couronne de France en 1369.

### Branche des Roquefeuil-Versols
Guilhem/Guillaume (Guillem de Rocafull) est un fils naturel d'Arnaud Ier de Roquefeuil, légitimé, par lettres patentes du roi d'Argaon, en mai 1263.
Il épouse Ricarde [de Beauvoisin], dont :
- Jean (Joan), qui suit et qui hérite des biens en France et fonde la branche des Roquefeuil-Versols ;
- Raimond/Raymond (Ramón), héritier des biens situés en Aragon, auteur de la branche des Rocafull établie en Espagne décrite ci-après:

#### Au service direct du roi
Jean est l'héritier de la terre de Versols dont il reçoit l'hommage. Ses descendants rendaient hommage directement au roi représenté par le sénéchal du Rouergue. Cette branche sera à l'origine de nombreux rameaux dont un sera titré marquis : le 22 janvier 1658, Henri de Roquefeuil, baron de la Roquette obtient l'érection de sa terre en marquisat par lettres patentes.
En 1766, s'éteint le dernier représentant en ligne légitime de cette branche cadette.

#### Filiation
Rigaud de Roquefeuil, marié en 1411 avec Béatrix de Maffred, dame de Parlatges, fut l'auteur d'une branche puinée qui conserva la terre et le château de Versols.
Ce rameau s'éteignit en ligne légitime en 1756, avec Henri de Roquefeuil, seigneur de Saint-Étienne, son dernier représentant légitime. N'ayant pas contracté d'alliance, il fit le 13 juin 1752 donation, contre une rente viagère, de tous ses biens en faveur de l'un de ses neveux, Joseph Bessodes (1717-1802), y compris de reprendre son nom, ses titres et les armes des Roquefeuil Versols, et il mourut trois ans après, le 5 février 1756.
Soixante-dix ans après, son arrière-petit-neveu Louis-François-Hippolyte Bessodes, sera anobli et autorisé à joindre à son nom celui de Roquefeuil, par lettres patentes du roi Louis XVIII datées du 15 février 1823. Son fils Louis-Francisque-Hippolyte Bessodes de Roquefeuil, né à Montpellier en 1824, fut un peintre de paysages, aquarelliste et graveur à l'eau. Elève de Jules Laurens, il a participé aux salons de Paris en 1857 et 1863. Connu sous le nom de Francisque de Saint-Étienne, il signait « Saint-Étienne ».
On trouve pour la première fois dans les Filiations languedociennes d'Hubert de Vergnette de Lamotte, qu'Henri de Roquefeuil avait laissé de Marthe Rudel un fils naturel, Henry Roquefeuil, dont on ignore la date et le lieu de naissance, et qui mourut en 1775 à Saint-Étienne-de-Gourgas. De son mariage le 16 janvier 1759 avec Marie Audibert, sont issues six générations de médecins. Le docteur Bernard Roquefeuil, né le 6 août 1938 à Lodève, professeur agrégé de Médecine à la faculté de Montpellier, a été le fondateur en 1978 d'un centre anti-douleur au CHU de Montpellier. Il a publié La douleur chronique, Paris, Masson, 1988.

### Branche des Rocafull
Cette branche s'établît à la suite de Guillaume de Roquefeuil, qui se met au service de son cousin germain,, Jacques Ier d'Aragon et reçoit de nombreuses charges en Espagne transmises à son fils Ramon, auteur de la branche des Rocafull.

#### Reconquista des royaumes de Valence et de Murcie
Entre 1229 et 1245, Guillaume de Roquefeuil participe à un ensemble de manœuvres militaires, orchestrées par la couronne d'Aragon, visent à annexer l'actuel territoire de la communauté valencienne sous domination musulmane. Ces opérations aboutissent par le siège et la prise de la ville de Biar par Jacques Ier soutenu par le pape Grégoire IX. Le roi d'Aragon, en remerciement de l'aide considérable offerte par Guillaume de Roquefeuil, lui offre d'importantes propriétés sur le territoire du château de Corbera ainsi que la charge de lieutenant général de Montpellier. Ces fonctions permettent à Guillaume de jouer un rôle unique et de premier plan dans le nouveau royaume, notamment en signant le traité de Corbeil en 1258  mais également en participant en 1264 à la campagne de Murcie. Aux côtés d'Alfonse X, alié aux aragonais, il mate la rébellion des Mujéjares entrainant l'annexion de la région par la Castille. Fort de ces conquêtes, Guillaume reçoit en 1284 le grade d'Adelantado mayor de Murcia (es) ou lieutenant royal et grand-amiral du royaume de Murcie qu'il transmet à son fils cadet Raimond/Raymond (Ramón),.

#### Au service de la chrétienté
Raymond de Rocafull, seigneur d'Albatera, mentionné en 1394 à la tête d'un corps de troupes à sa solde, aide le roi de Sicile Martin Ier à mater une révolte de son royaume. Ce soutien lui vaut de participer, le 11 février 1407, à la bataille de Vera contre les musulmans.
Sous le règne de Philippe II, Guillem de Rocafull, alors vice-roi de Majorque (1557 -1564) défend l'ile de Majorque des incursions visant Alcúdia et de Ciutadella. Il commande aussi les troupes catholiques lors Bataille de Sóller contre les raids venus d'Afrique du Nord. En 1560, Guillemn supervise également des travaux de défense des principales villes dont il assure le gouvernement. La même année, il est chargé de secourir l'évêque de Majorque Diego de Arnedo prisonnier et en 1564, il est mentionné parmi les chevaliers qui participèrent à la prise du Peñon de Velez.
En 1492, lors de la guerre de Grenade, Henri de Rocafull est mentionné auprès du roi Ferdinand le Catholique qui lui accorde un privilège avant la prise de la ville qui marquera la fin de la Reconquista.
Plus d'un siècle plus tard, Raimondo Perellos y Roccafull (1697-1720), œuvre en qualité de grand maître de l'ordre de Saint Jean de Jérusalem. Il entra dès ses 16 ans dans l'ordre et est rapidement envoyé sur l'ile de Malte pour participer à la guerre contre les pirates berbères et la marine turque. Il s'illustre dans différentes batailles et reçoit différents honneurs dont la grand-croix de l'ordre. De 1689 à 1697 il fut commandant de Torrente, fonction lucrative qui lui permet de financer ses batailles. Le 7 novembre 1697, et sous le pontificat d'Innocent XII il fut élu à la tête de l'ordre de Saint Jean de Jérusalem. Avant tout chef militaire, il se distingua en renforçant significativement la puissance de la marine de l'ordre et en introduisant un nouveau système de lois commerciales et navales. Ces travaux furent connus jusqu'à la cour de Russie qui dépêcha différents ambassadeurs

#### Administration du nouveau monde
Créé en 1542 par Charles Quint, la vice-royauté du Pérou représente l'un des deux principaux districts administratifs créé par la couronne de Castille dans ses possessions d'outre-mer, avec la Nouvelle-Espagne centrée sur le Mexique. Investi dans la politique en Espagne, Melchior de Navarra y Rocafull  s'opposa à don Juan José d'Autriche, qui s'appuyait sur les revendications des Aragonais pour pouvoir jouer un rôle politique. Il fut nommé vice-roi du Pérou en 1681. Dès son arrivée dans la vice-royauté, il lança de grands chantiers destinés à recenser les populations indiennes et à les protéger des abus des curés doctrineros, chargés de les évangéliser, mais qui profitaient souvent de leur situation pour s'enrichir illégalement. Ce dernier projet est à l'origine d'une querelle avec Melchor de Liñán y Cisneros, archevêque de Lima et précédent vice-roi. Il est enfin responsable des fortifications des villes de Trujillo et de Lima. Il décéda de la fièvre jaune à Portobelo alors qu'il retournait en Espagne en 1691 et fut qualifié par Ricardo Palma du « plus vice-roi des vice-rois que connut le Pérou », 

#### Guerre de Succession d'Espagne
En 1700, le roi Louis XIV reconnait son petit fils, Philippe V comme roi d'Espagne marquant le début de la guerre de succession d'Espagne. Guillem-Manuel de Rocafull prend alors le parti des français contre celui de l'archiduc Charles de Habsbourg. Son implication dans ce conflit débute avant 1640, date à laquelle il aliène une grande partie de ses biens. En récompense, Philippe V le crée grand d'Espagne.
Cette branche établie en Espagne s'est éteinte en ligne masculine après 1712.

## Filiation simplifiée
Dossiers Bleus.
- Bertrand/Bernard d'Anduze († apr. 1169/1171), ∞ Adélaïde (Azalaiz), Dame de Roquefeuil.
  - Raymond Ier de Roquefeuil († apr. 1200), hériter des biens de sa famille maternelle, époux en 1200 de Guillemette de Montpellier († apr. 1211).
    - Raymond II, vicomte de Creyssel, seigneur de Roquefeuil et de Meyrueis, ∞ Dauphine de Turenne.
      - Isabelle/Isabeau(† 1251) héritière principale de son père épouse d'Hugues IV († 1274), comte de Rodez.
        - Maison de Rodez.

      - Raymonde, ∞ Bernard d'Anduze, baron de Florac.
      - (?) Delphine, abbesse de Mègemont.
      - (?) Saure, ∞ (?) Déodat II de Caylus.

    - Arnal/Arnaud I, seigneur de Roquefeuil, ∞ (1) N.N. ; ∞ (2) Beatrix/Béatrice [d'Anduze].
      - (1) Guilhem/Guillaume, seigneur de Versols
        - Jean (Joan), ∞ Hélix/Alix de Roquefeuil.
          - Branche de Roquefeuil-Versol.

        - Raimond/Raymond (Ramón).
          - Branche de Rocafull (Espagne).

      - (2) Raymond III († apr. 1281), baron de Roquefeuil et comtor de Nant, ∞ Alazie/Alasacie de Châteauneuf du Tournel († apr. 1283).
        - Raymond IV (mort entre 1344/1348), baron de Roquefeuil et comtor de Nant. ∞ (1287) Vaurie d'Hébrard ou Atbrand, dite [d'Albret].
          - Arnaud II († 1361), ∞ (1316) Jacquette, dame de Combret.
            - Arnaud III († 1396), comtor de Nant, seigneur d'Algues épouse en 1361 Hélène de Gourdon, héritière de sa maison.
              - Jean II († apr. 1383), chevalier, seigneur de Montarnaud.
              - Catherine († 1406), dame de Combret, ∞ (1, 1380) Jean, seigneur de Pujols et de Blanquefort († 1394), ∞ (2, 1396) Pons de Châteauneuf , seigneur de Chaumont.
                - (1) Antoine, héritier des terres et titres,prend le nom de Roquefeuil
                  - famille de Roquefeuil-Blanquefort.

              - Marquise.
              - Isabeau († apr. 1427) épouse en 1380 Dieudonné de Clermont-Lodève, vicomte de Nébouzan.
              - Delphine, ∞ Raymond de Caussade, vicomte de Calvignac et de Puycornet.

            - Bernard, mort à la cours du roi de Majorque.
            - Jean, ∞ (1348) Eléonore d'Apchier.
            - Pierre († 1374) abbé de Saint-Guilhem-le-Desert.
            - Catherine († apr. 1361) épouse Jean de Narbonne.
            - N. religieuse à Millau.
            - Dauphine, ∞ Bérenger d'Arpajon

          - Marguerite († 1241), ∞ (1340) Jean de Polignac, baron de Random.
          - Alazie, Béatrix.

        - Arnaud, religieux au couvent de Gignac.
        - Béatrix († apr. 1283), ∞ Dragonet de Châteauneuf, seigneur de Joyeuse.
          - dont la Maison de Joyeuse.

        - Miracle, Marquise abbesse de Nonenque.
        - Guillaume, Isabeau, Irdoine et Guize.

      - Hélène, Bernard

    - Guillaume, abbé de Saint-Guilhem-le-Désert (1228-1249).

  - Bernard [VI] d'Anduze († entre 1178-1181).
    - Maison d'Anduze

## Personnalités

### Au service de l’Église

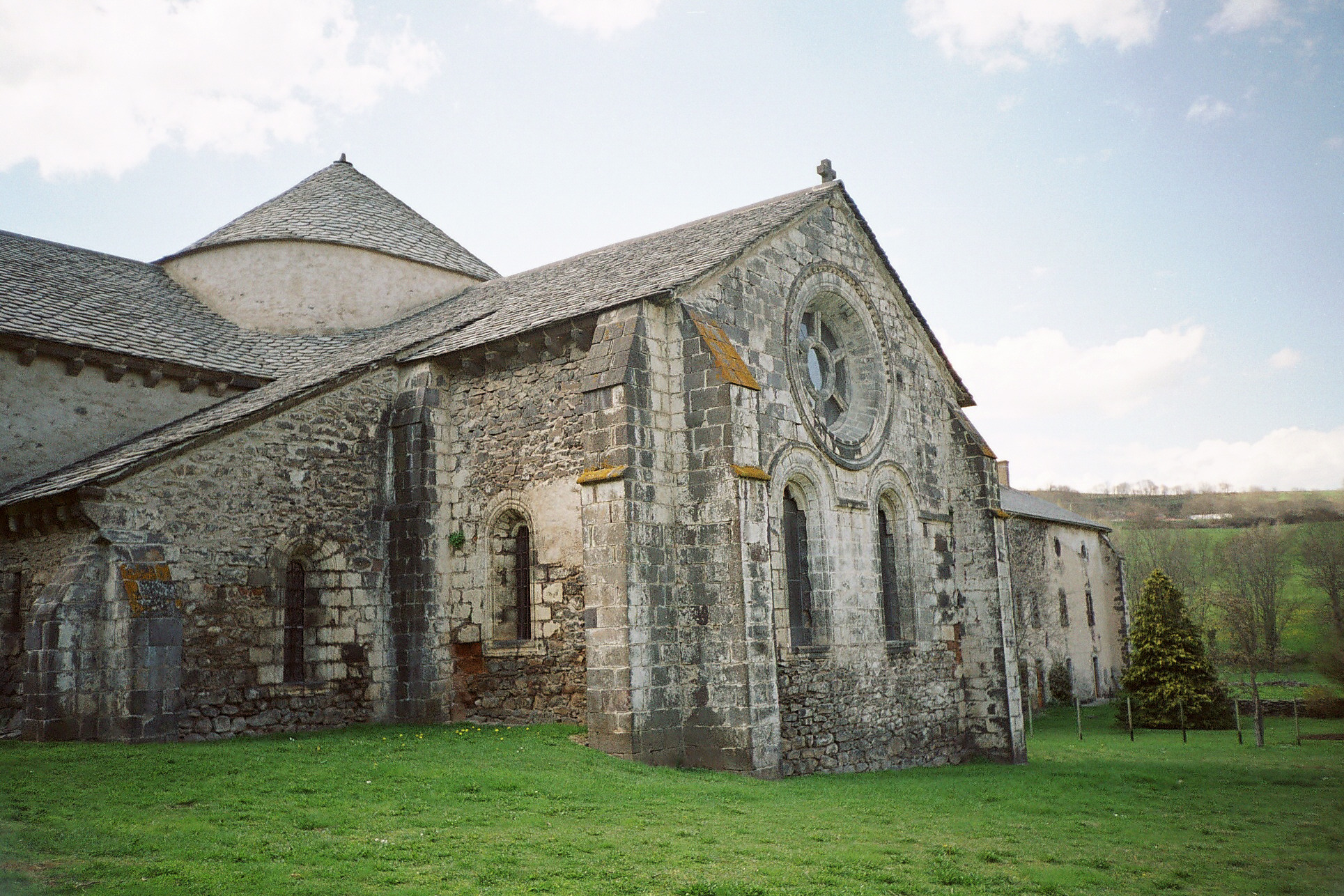
Abbaye de Mègemont

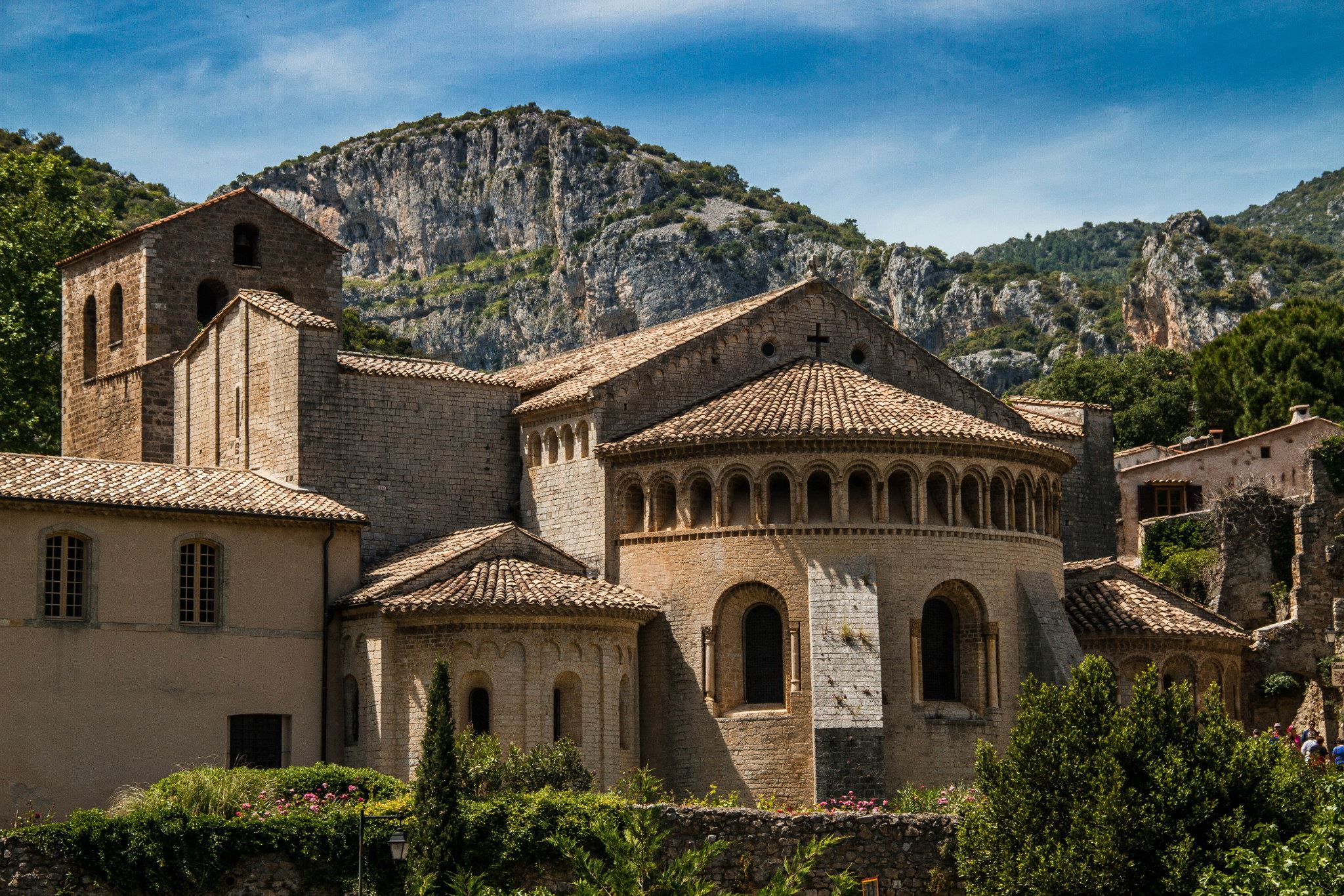
Abbaye de Gellone à Saint-Guilhem-le-Désert

Plusieurs membres de la famille de Roquefeuil-Anduze ont occupé des fonctions importantes au sein de l’Église catholique, en Languedoc, aux XIIIe et XIVe siècles :
- Guilhem/Guillaume de Roquefeuil, abbé de Saint-Guilhem-le-Désert (1228-1249)[36],[37],
- Delphine I de Roquefeuil, abbesse de Mègemont (1276-1298)[38],
- Arnaud de Roquefeuil, ministre provincial des franciscains de Provence (v. 1282/83-1292, 1297-1300)[39],[40],
- Delphine II de Roquefeuil, abbesse de Mègemont (1298-1321)[38],
- Rause de Roquefeuil, abbesse de Nonenque en 1311, qui fait l'acquisition du château de La Peyre (1320) auprès de Déodat III, seigneur de Caylus[41],
- Marquise de Roquefeuil, abbesse de Nonenque (1326)[42],
- Braide de Roquefeuil, abbesse de Nonenque (1348),
- Pierre V de Roquefeuil, abbé de Saint-Guilhem-le-Désert (1361-1374)[36],
- Elizabeth de Roquefeuil, abbesse de Nonenque (1369)[42].

### Militaires et hommes d'État
- Raymond II, vicomte de Creyssel et baron de Roquefeuil, soutien du comte de Toulouse durant la croisade des Albigeois dès 1209[4],
- Raymond III, comtor de Nant, chevalier croisé en 1252,
- Raymond IV, comtor de Nant, député de la noblesse aux premiers états généraux du royaume de 1317,
- Arnaud II, comtor de Nant, ambassadeur du roi, gouverneur de la sénéchaussée de Beaucaire et de Montpellier en 1361,
- Guillem de Rocafull, chevalier de l'ordre de Calatrava, commandeur de l'Alcolea, gouverneur d'Origuéla et vice-roi de Majorque (1558-1571) sous Charles Quint[17],[43],
- Gaspard de Rocafull (1595-1665), premier comte d'Albatera et « gentilhombre de boca » du Roi Philippe IV,
- Fulcran de Roquefeuil, baron de la Roquette, gentilhomme de la chambre du Roi (16 avril 1597)[44],
- Fulcran de Roquefeuil titré baron de Londres en 1622 par lettres patentes[17],
- Melchor de Navarra y Rocafull (1626-1691), duc de la Palata et vice-roi du Pérou (1681 à 1689)[45],
- Fulcran de Roquefeuil, vicomte de Gabriac (avant 1674-1717), colonel, lieutenant des maréchaux de France[44],
- Louis de Roquefeuil-Gabriac (1685- après 1738), brigadier général des armées du Roi[44],
- Henri de Roquefeuil, titré marquis de la Roquette en 1658 par lettres patentes, maintenu noble en 1668 et 1669,
- Guillem-Manuel de Rocafull, élevé à la dignité de grand d'Espagne en 1701 par le Roi Philippe V. Il est duc de Mandas, marquis d'Anglesola, comte d'Albatera, comte de Peralada[1],[17],
- Raimondo Perellos y Roccafull (1697-1720), grand maître de l'ordre de Saint-Jean de Jérusalem[31],
- Fulcran de Roquefueil, promu brigadier en 1745[17].

### Portraits

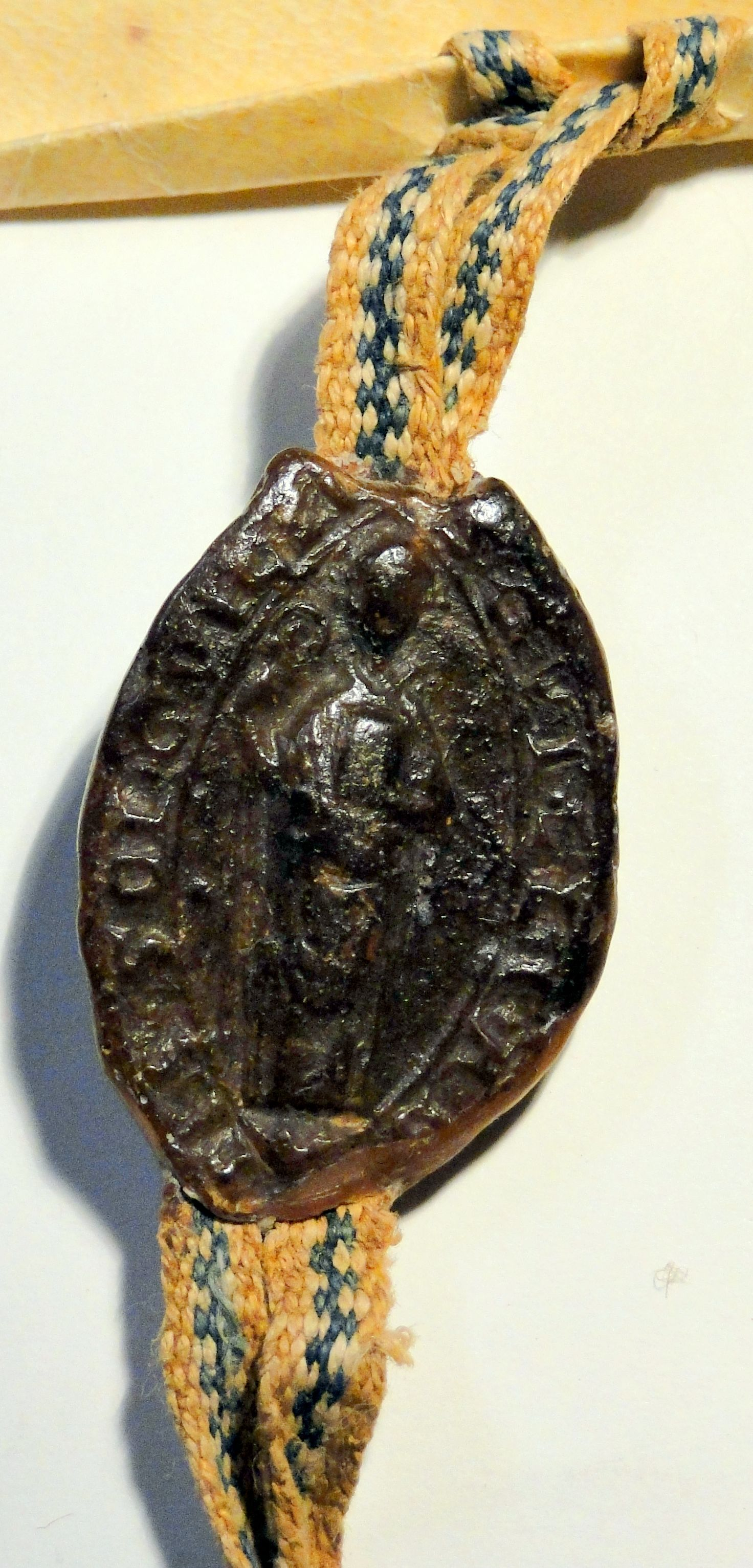
Guillaume de Roquefeuil  Abbé de Saint-Guilhem
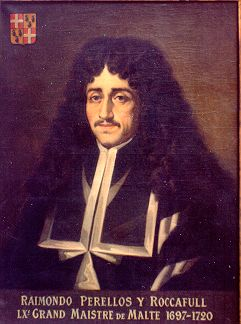
Raymond Perellos y Rocafull Grand maitre de l'Ordre de Saint-Jean  de Jérusalem
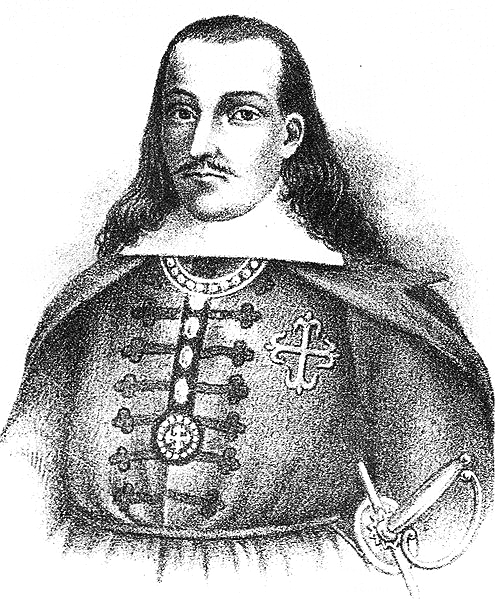
Melchior de Navarra y Rocafull Duc de la Palata, Vice-Roi du Pérou
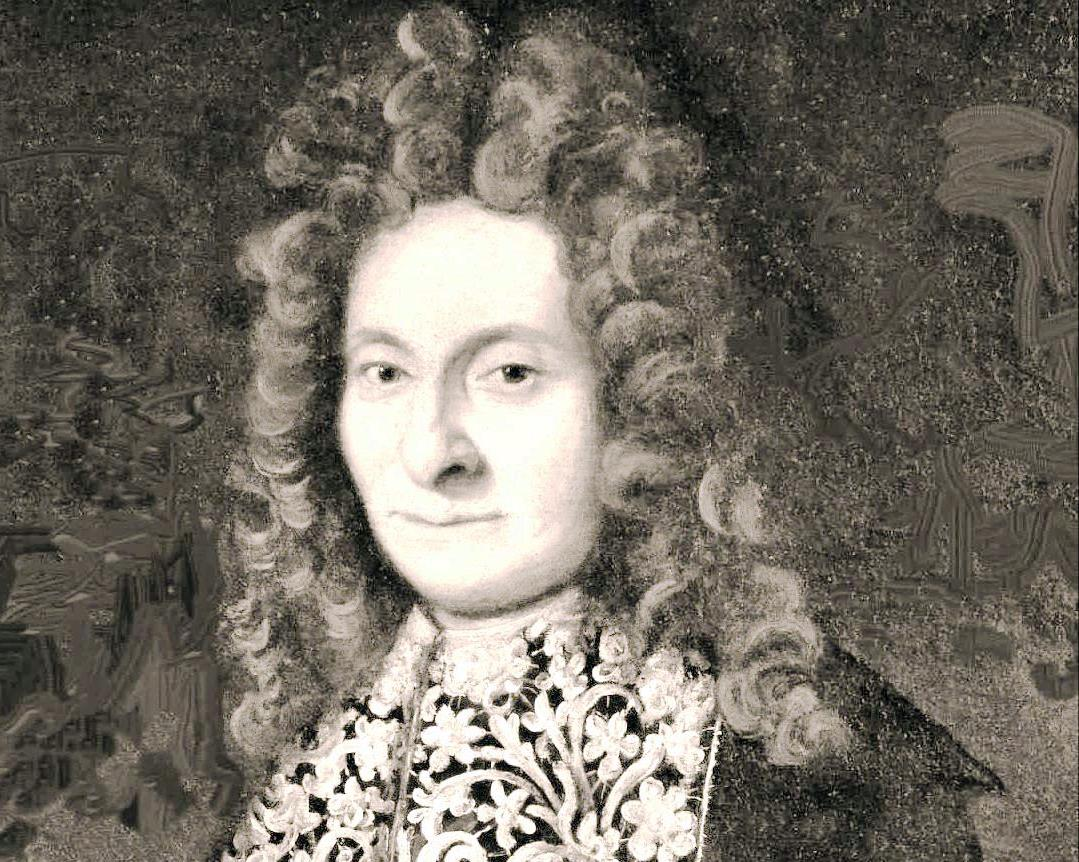
Sebastian de Rocafull Mathématicien et ingénieur militaire

## Armorial
| Image | Armoiries |
| ----- | --- |
|       | Roquefeuil Ancien - De gueules, cordelière d'or passée en sautoir - Ces armes sont représentées à Versailles dans la salle des croisades - Ces armes ont été utilisées pour signer le Traité de Corbeil Traité de Corbeil (1258) |
|       | Roquefeuil-Anduze - Ecartelé aux 1 et 4 de Gueules à trois étoiles d’or qui est d’Anduze ; aux 2 et 3 de Gueules à la cordelières d’or passée en sautoir, qui est de Roquefeuil                                                  |
|       | Roquefeuil-Versols - De gueules à trois cordelières d'argent |
|       | Roquefeuil-La Roquette, Londres et Gabriac - De gueules, écratelé par un filet d'or, à 12 cordelières du même, 3 dans chaque quartier                                                                                            |
|       | Rocafull |

## Possessions

### Baronnie de Roquefeuil et comptoirie de Nant
La baronnie de Roquefeuil était une terre considérable à la frontière du Languedoc et du Rouergue qui comprenait notamment les châteaux, de Paules, de Vallerangue, de Brissac ou encore de Blanquefort.
De cette baronnie, dépendait entre-autres la viguerie de Nant (vicaria Nantensis) qui deviendra la comptoirie de Nant au XIIIe siècle. Les Roquefeuil se qualifiaient de comptor de Nant, terre qu'ils tenaient directement du Roi. Cette administration était structurée autour de trois pôles: judiciaire à Nant, militaire à Cantobre et religieux à Saint-Martin du Vican.

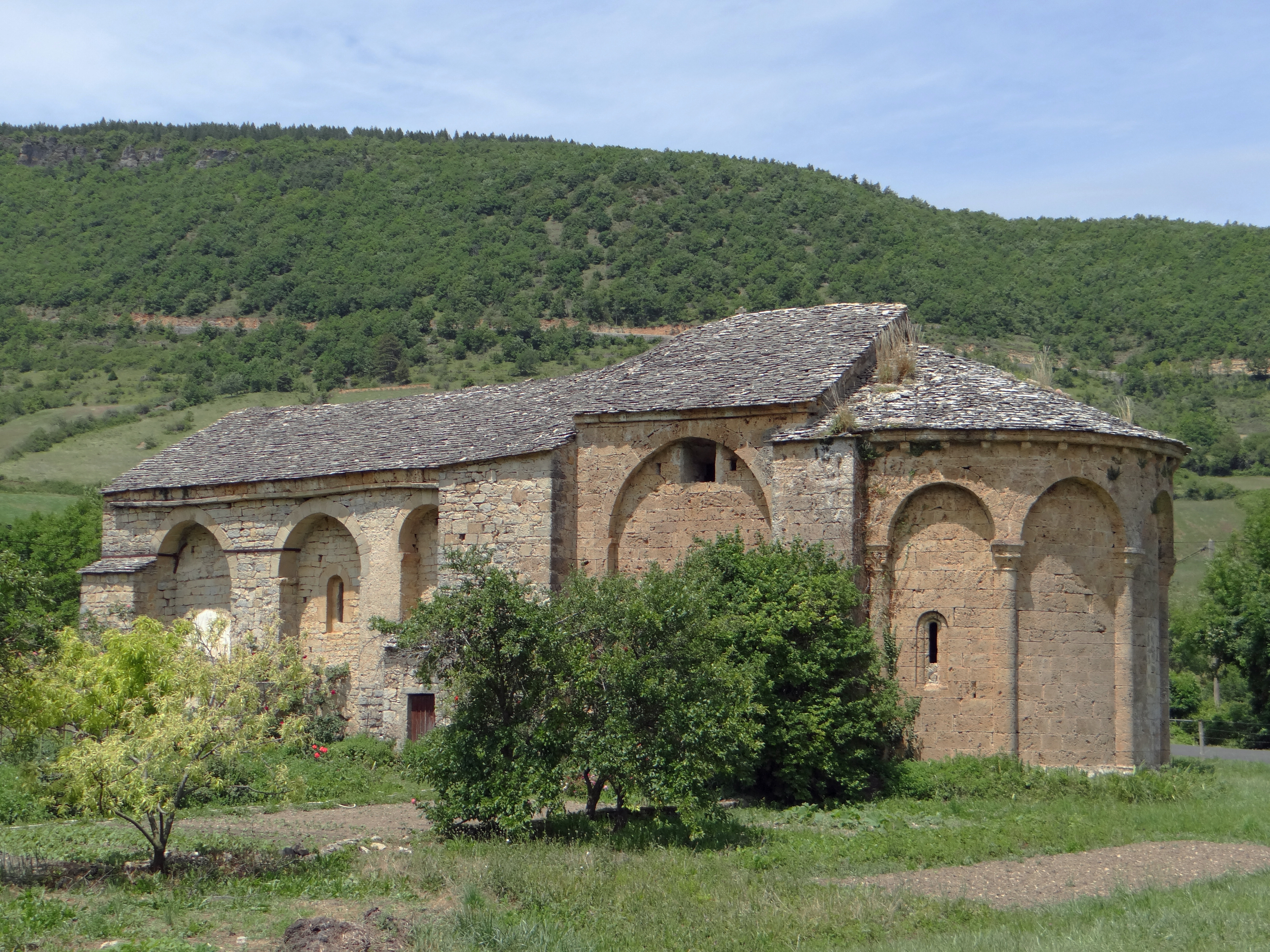
Chapelle de Saint-Martin du Vican

Ces terres étaient l'apanage de la première famille de Roquefeuil et furent mentionnées dès 988 par Saint Fulcran dans son testament dans lequel il se présente comme co-seigneur de Roquefeuil pour effectuer des donations à l'abbaye de Nant.

### Baronnie de Meyrueis
Cette terre appartenait à la maison d'Anduze et à notamment à Almerade à la fin du Xe siècle. Raymond d'Anduze reçut l'entièreté de cette baronnie qu'il transmit à son fils, Bertrand, époux d'Adelais de Roquefeuil. Ces derniers unirent Roquefeuil et Meyrueis pour former une unique baronnie.
La terre de Roquefeuil-Meyrueis entra dans la maison de Rodez en 1230.

### Baronnie de Castelnau-Montratier
En 1362, Arnaud III épouse Hélène de Gordon héritière de la baronnie de Castelnau-Montratier. Cette terre renferme deux vicairies : l'une à Flaugnac et l'autre à Saint-Sernin-de-Thézels dotées d'un pouvoir judiciaire. Cette baronnie est tenue en franc-alleu, c'est-à-dire qu'elle n'est assujettie à aucun devoir ni droit seigneurial à l'égard d'un suzerain comme le rappelle Philippe VI, en 1341.
Cette terre est considérable et peu de temps avant d'entrer dans la maison de Roquefeuil, elle est échangée contre la baronnie de Roquefeuil, la vicomté de Creyssels et toutes leurs dépendances alors passées dans la famille d'Armagnac. Hélène fait annuler cet acte avant de se marier et récupére les biens de sa famille.

### Chateaux et places fortes
La famille a possédé les châteaux suivants :

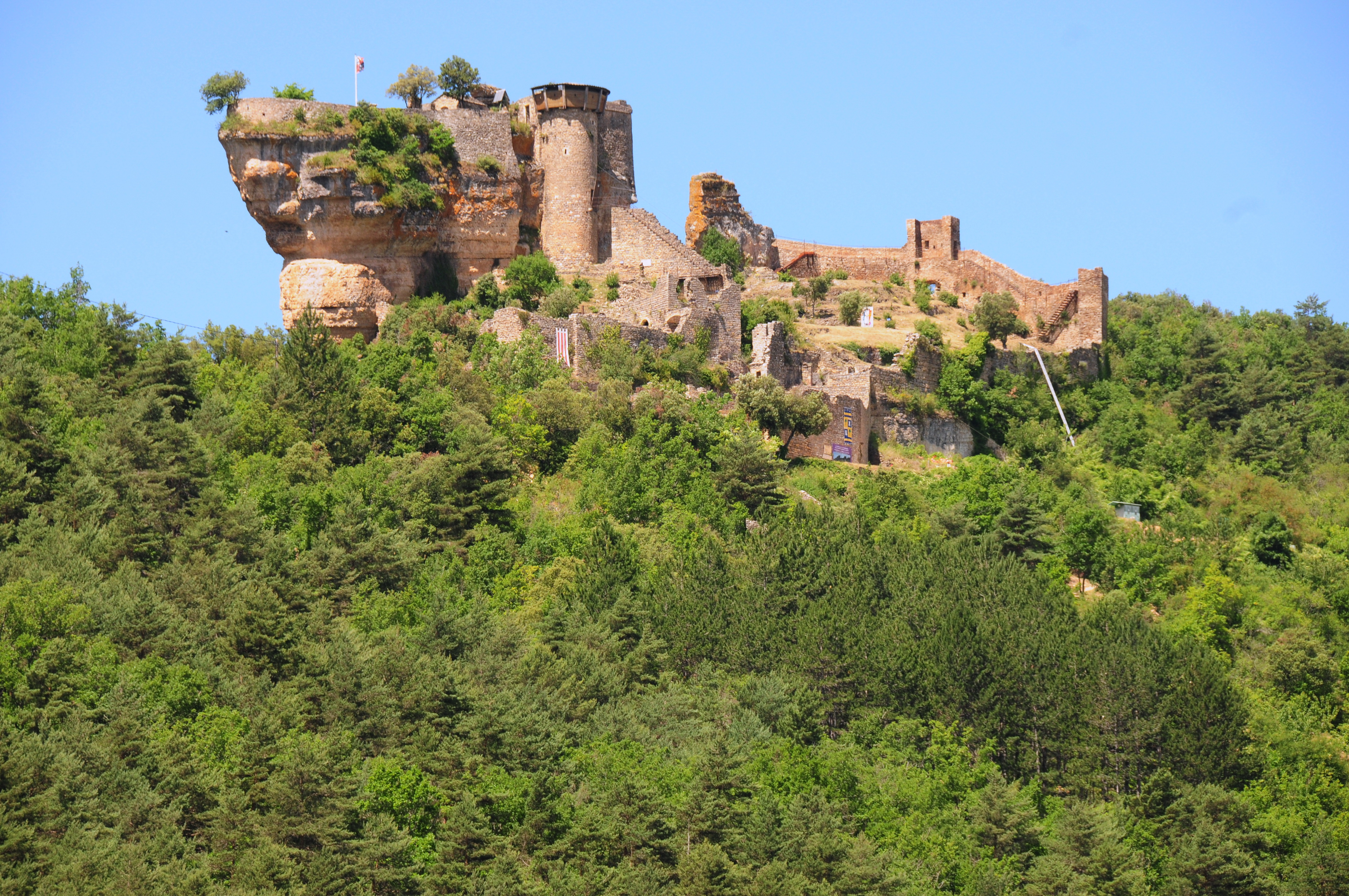
d'Algues, de Castelnau et de Beauvoisin à Nant, de Cantobre, du Mona, de Caylus, de Roquelongue, de Peyrelade, de Combret, autre Caylus, de Creissels et de Roquefeuil, dans l'Aveyron ;
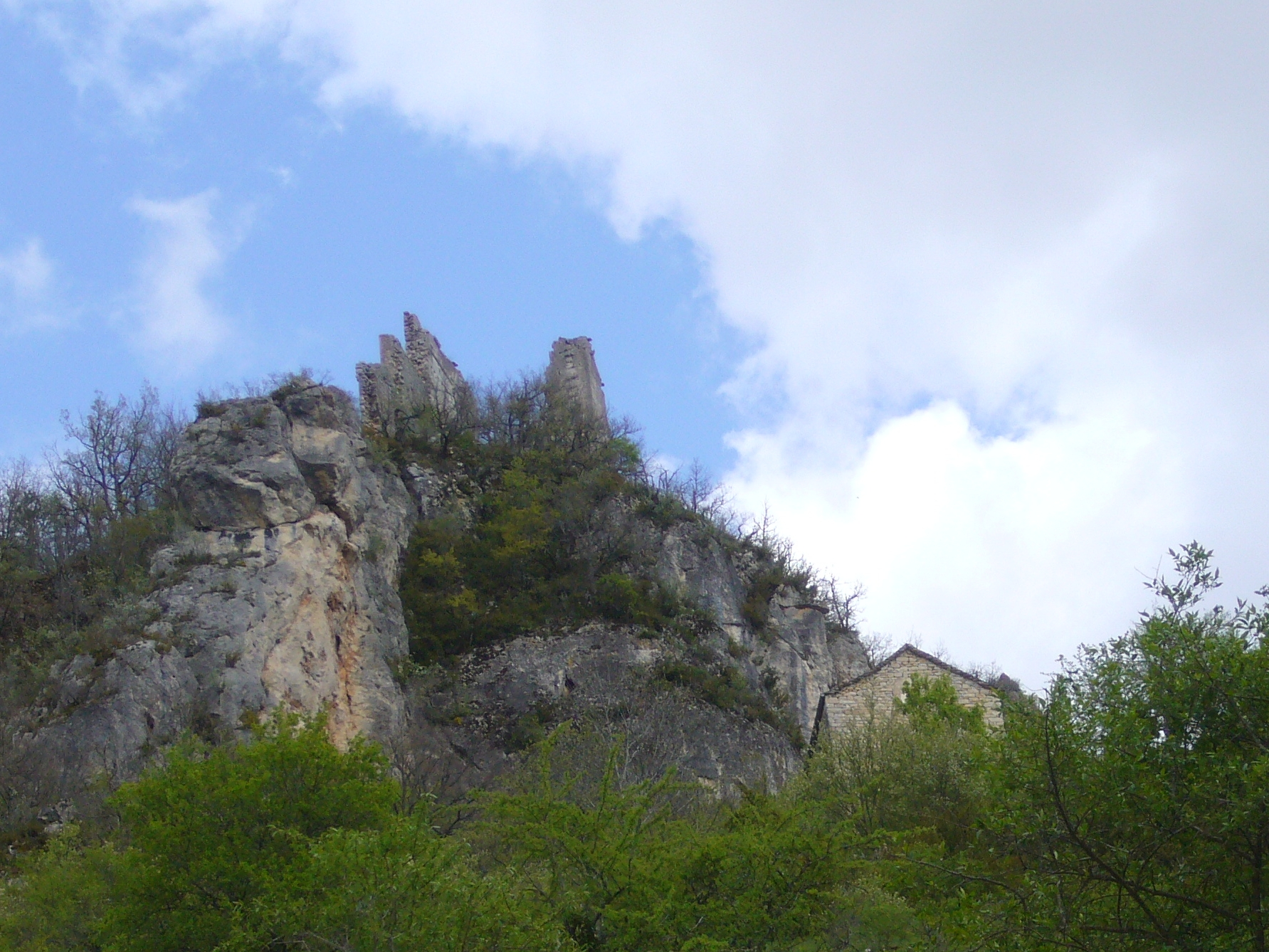
Ruines du château d'Hauterives

- de Meyrueis, Blanquefort, Hauterive, Plagnol, Montesquieu, Barre en Lozère ;
- de Valgarnide, Aumessas, Esparron, Blanquefort, Belfort, Ussonas, Folhaquier, d'Aigremont, Valleraugue, L'Esperoux dans le Gard,
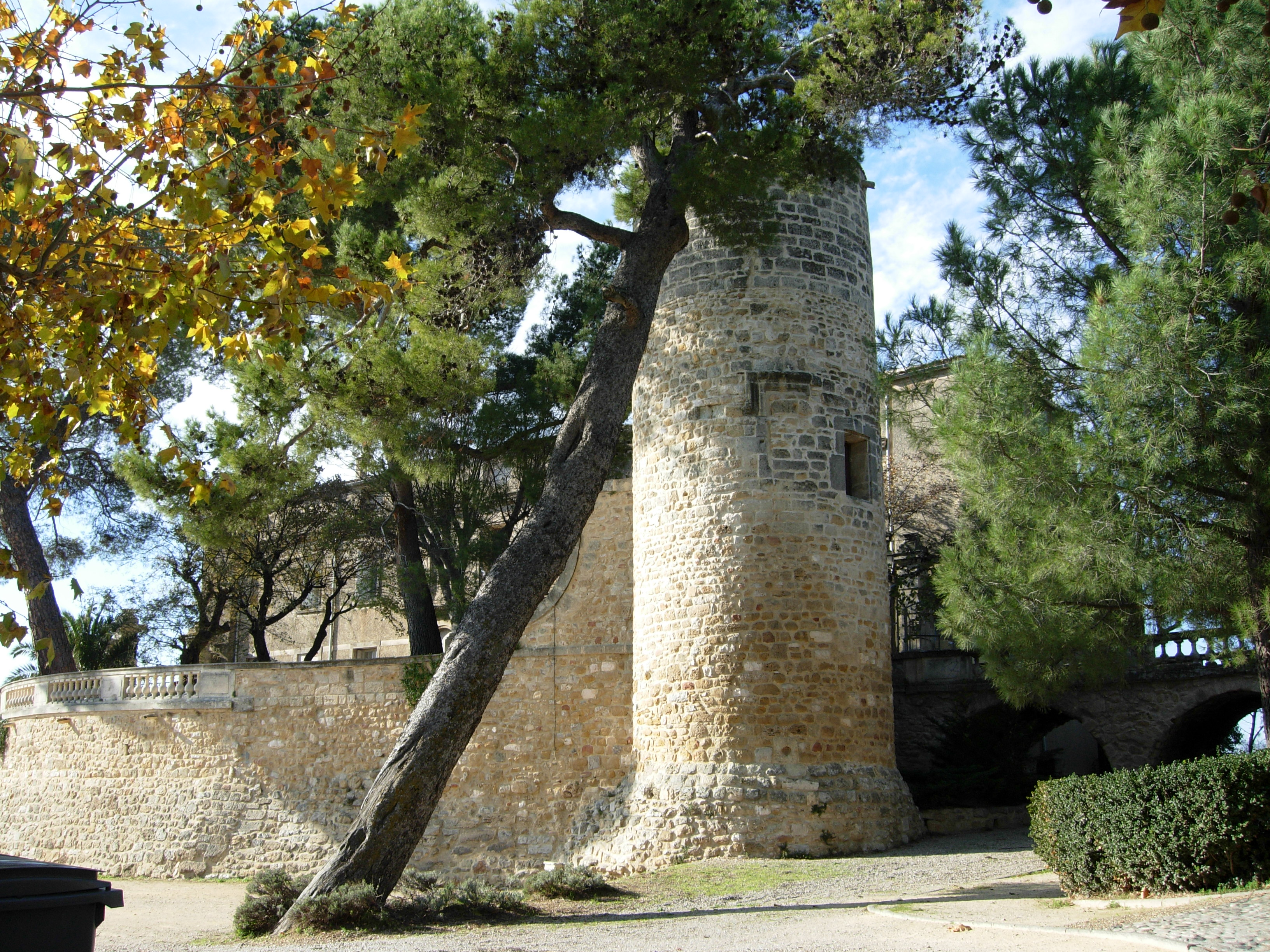
de Brissac, Saint-Bauzille de Putois, Montarnaud, Le Pouget, Lestang, Popian, Baillarguet dans l'Hérault ;
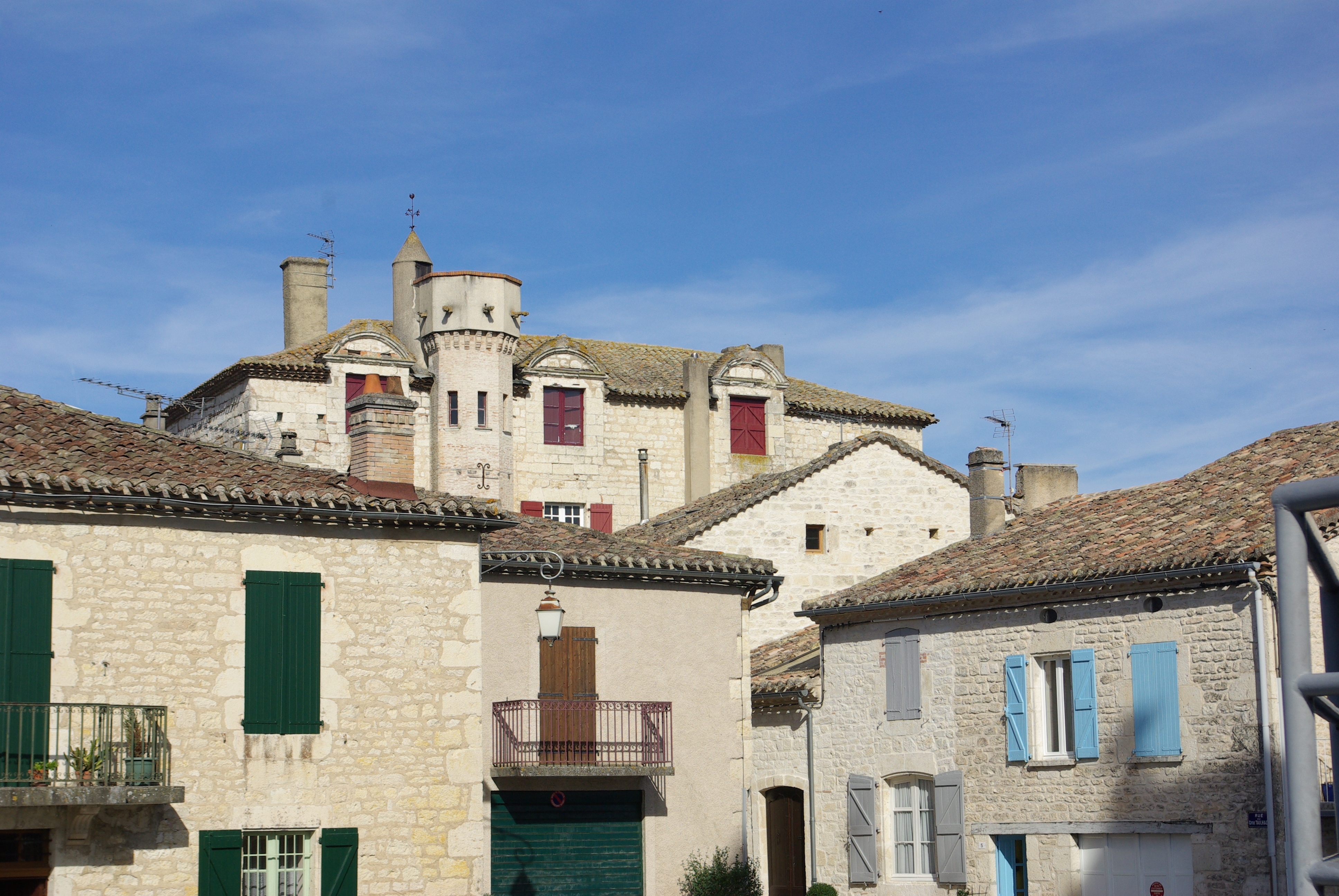
Château de Castelnau-Montratier hérité du mariage entre Arnaud III et Hélène de Gordon en 1362
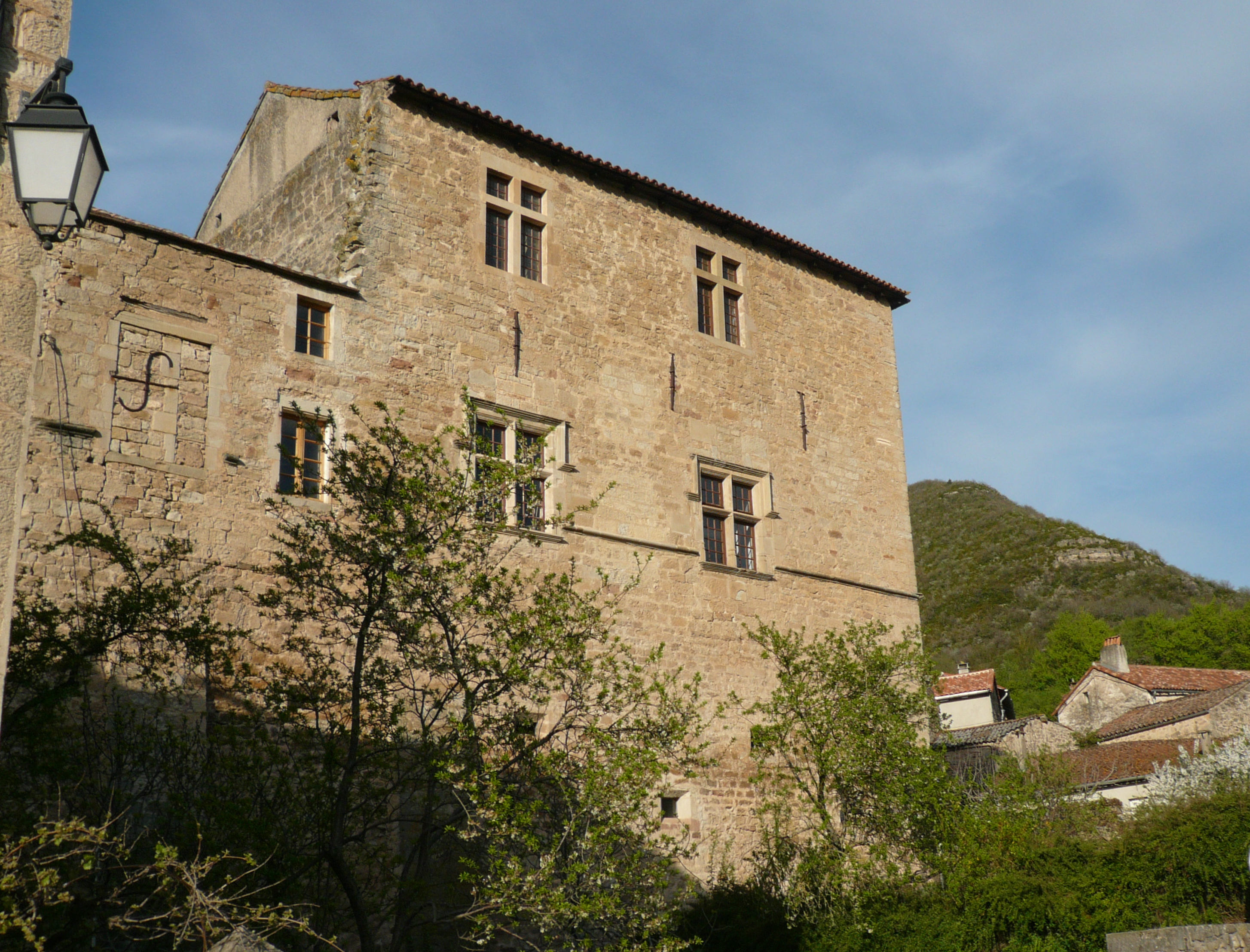
Château de Versols acquis au IIIe siècle par Jean de Roquefeuil-versols, fils de Guillaume
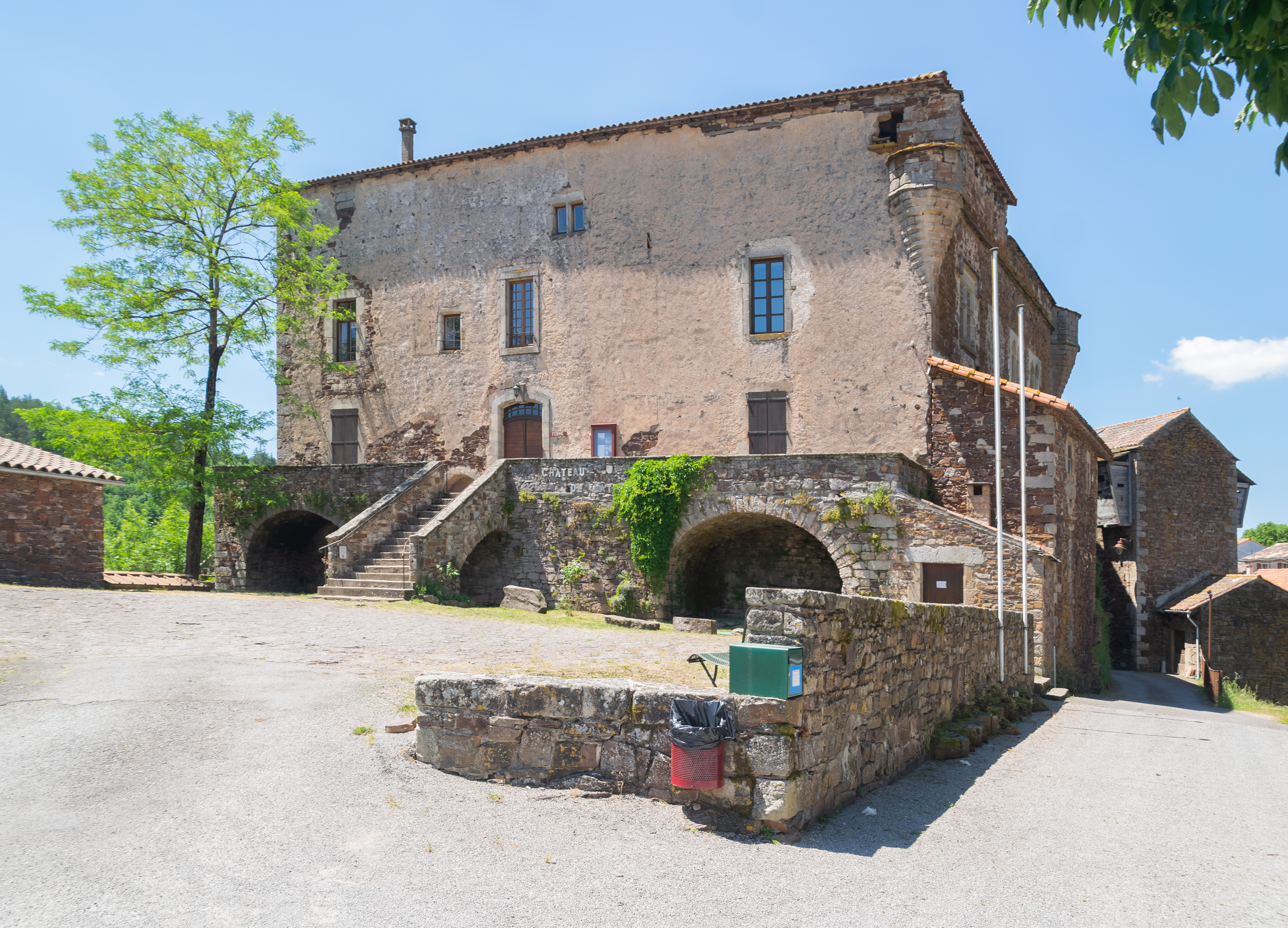
Château de Latour acquis au début du XVe siècle par Jean de Roquefeuil-Versols
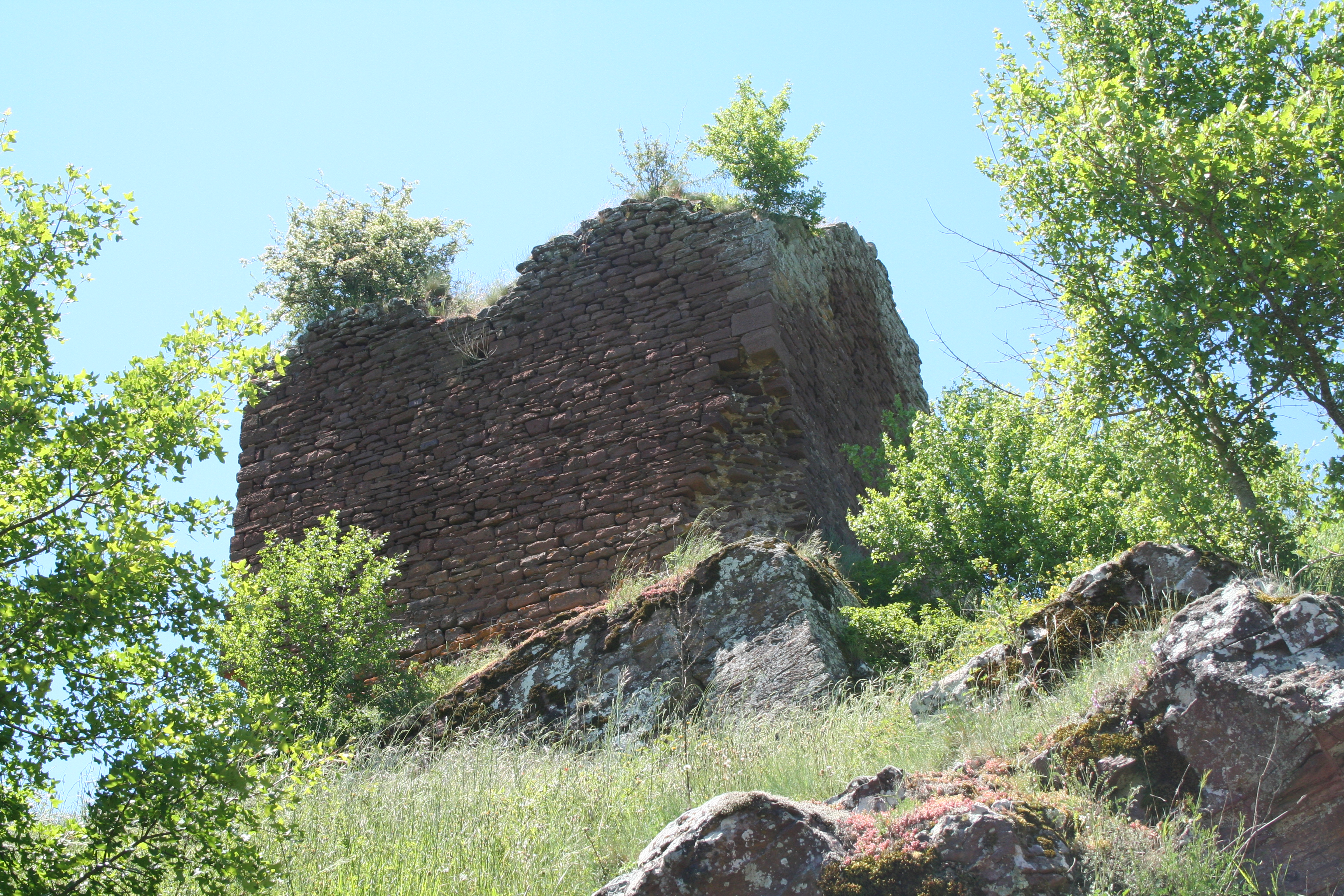
Ruines du Château de Combret, hérité du mariage entre Jacquette de Combret avec Arnaud III en 1338
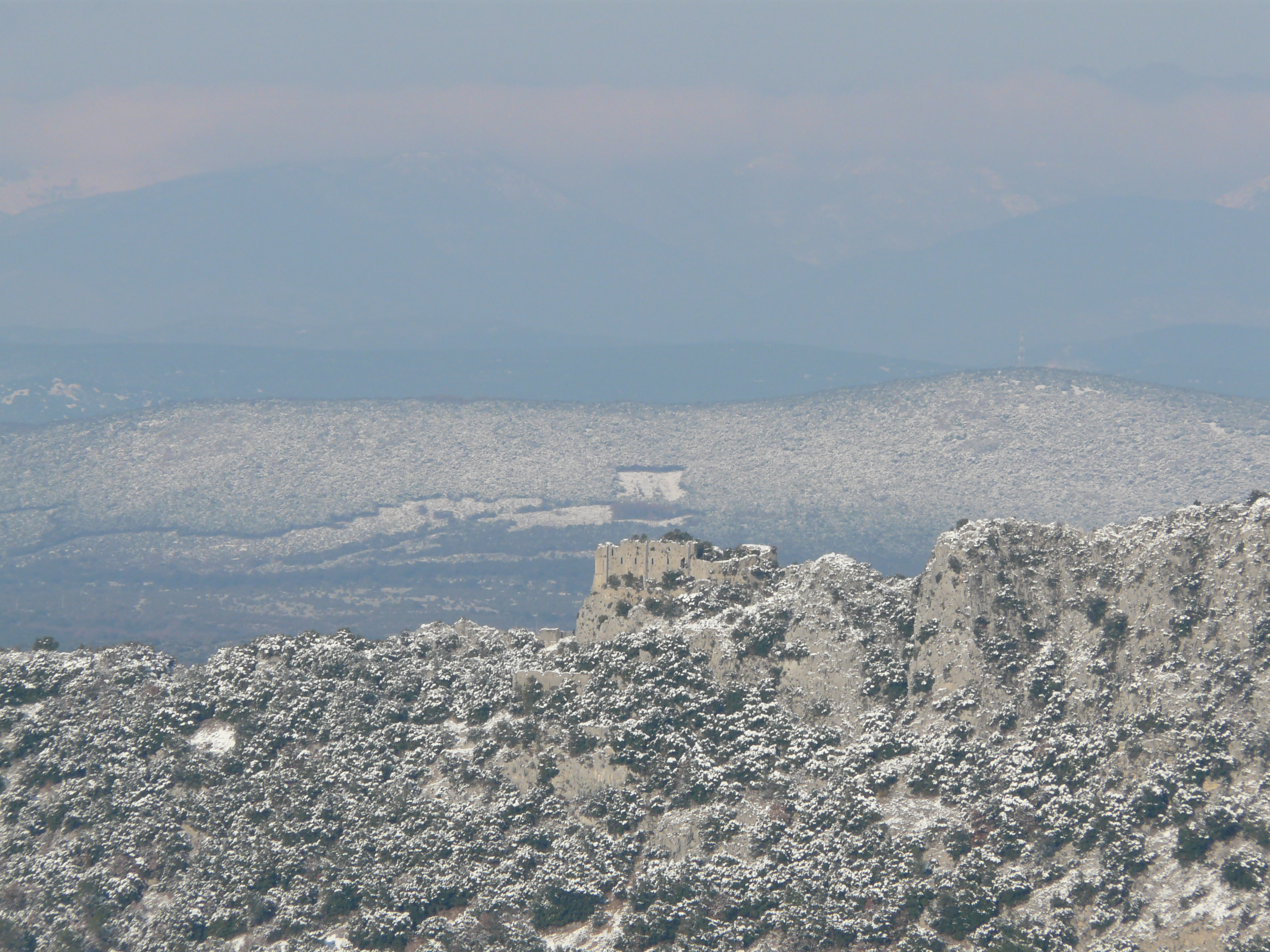
Château de la Roquette, hérité par les fils de Jean de Roquefeuil en 1557
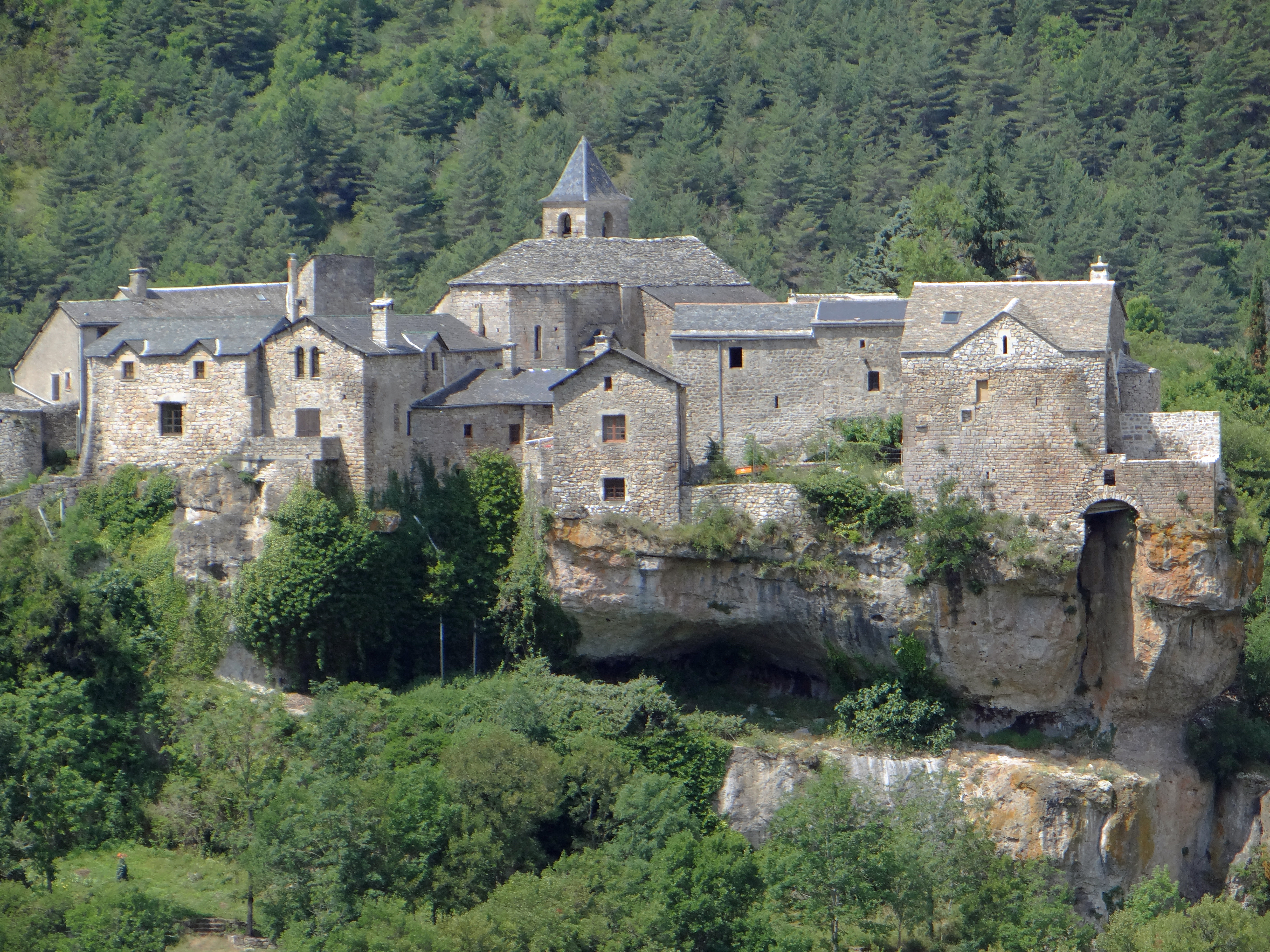
Chateau / Ville forte de Cantobre
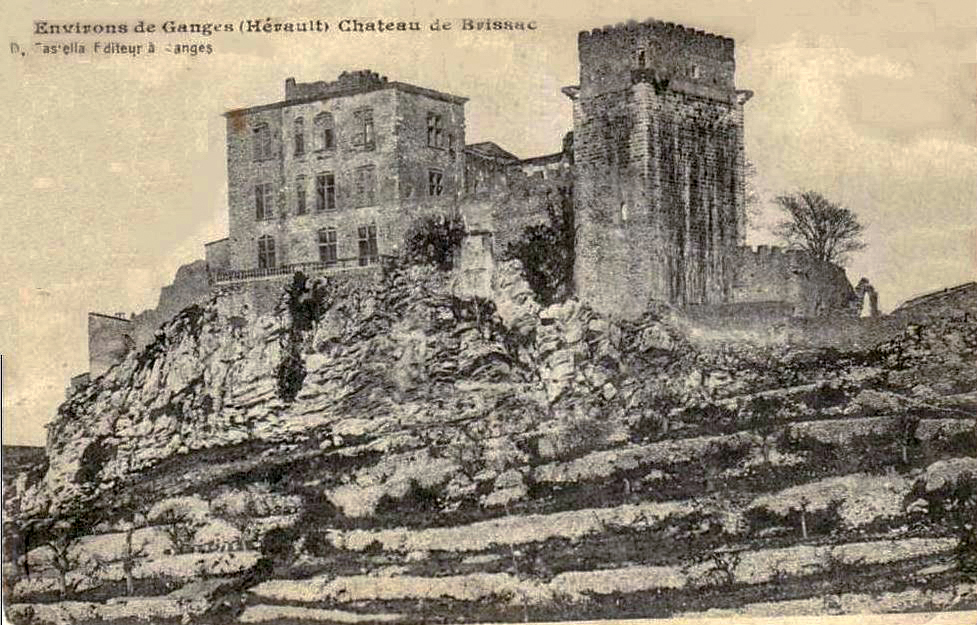
Château de Brissac, hérité du mariage entre Raymond Ier de Roquefeuil et Guillemette de Montpellier en 1169

- de Flaugnac, de Castelnau-Montratier, de Sauveterre en Quercy.  - Château de Peyrelade
  - Ruines du château d'Hauterives
  - Château de Popian
  - Château de Castelnau-Montratier hérité du mariage entre Arnaud III et Hélène de Gordon en 1362
  - Château de Versols acquis au XIIIe siècle par Jean de Roquefeuil-versols, fils de Guillaume
  - Château de Latour acquis au début du  XVe siècle par Jean de Roquefeuil-Versols
  - Ruines du Château de Combret, hérité du mariage entre Jacquette de Combret avec Arnaud III en 1338
  - Château de la Roquette, hérité par les fils de Jean de Roquefeuil en 1557[50]
  - Chateau / Ville forte de Cantobre
  - Château de Brissac, hérité du mariage entre Raymond Ier de Roquefeuil et Guillemette de Montpellier en 1169

## Alliances
Les principales alliances de la famille de Roquefeuil-Anduze sont : de Montpellier (1169), de Turenne (1206), de Caylus (122x), de Rodez (1230), Jourdain de Creissels (123x et 132x), de Montcade (124x), de Boussagues (1245), du Tournel (branche des Châteauneuf-Randon - 1259), de Mandagout (126x), de Joyeuse (branche des Châteauneuf-Randon - 1283), d'Esparron (1296), de Thézan (1310 et 1318), de Polignac (1331), de Combret (branche des vicomtes d'Albi - 1316), de Narbonne (132x), de Montpezat (134x), d'Apchier (branche des Châteauneuf-Randon - 1348), d'Arpajon (1361), de Gourdon (1362), de Caussade (1380), de Clermont-Lodève (1380), de Pujols de Blanquefort (1380 et 1380), de Castelnau-Brétenoux (branche des Caylus - 1396).

## Postérité
- Blason de la commune de Combret, en Rouergue
- Blason de la commune de Saint-Beauzély, en Aveyron
- Blason de la commune de Saint-Rome-de-Cernon, en Rouergue